# Football Association of Thailand
Die Football Association of Thailand, kurz FAT, ist der thailändische Fußballverband. Der volle Name lautet Football Association of Thailand under Patronage of His Majesty the King  (dt.: Der Fußballverband von Thailand unter der Schirmherrschaft seiner Majestät des Königs).

## Geschichte
Am 25. April 1916 wurde der Verband von König Vajiravudh (Rama VI.), gegründet. Damit gehört der Verband zu den ältesten in Asien. Bereits 1925 trat man der FIFA bei und 1957 der AFC. Der thailändische Fußballverband ist einer der erfolgreichsten im südostasiatischen Raum. 1984 war der Verband eines der Gründungsmitglieder der ASEAN Football Federation.
2007 schloss der Verband einen Ausrüstervertrag mit der Firma Nike ab. Der Vertrag sollte über fünf Jahre bis 2012 laufen. Über die Summe wurde offiziell nichts bekannt, man geht jedoch von ca. 150 Millionen Baht aus. Zuvor statteten ausschließlich nationale Sportartikelhersteller, wie Grand Sport oder FBT die Mannschaften des Verbandes aus.

## Fußball

### Nationale Wettbewerbe
Folgende nationalen Wettbewerbe werden und wurden unter dem Dach der FAT ausgetragen:
- Thailändische Fußballmeisterschaft
- FA Cup (Thailand)
- King's Cup
- Kor Royal Cup
- Queen’s Cup

#### Thailändische Meisterschaft
Hauptartikel: Thai League

Logo der Thai Premier League bis 2016

Die Thailändische Fußballmeisterschaft ist sowohl im Männer- als auch im Frauenfußball der wichtigste nationale Titel. Der Thailändische Fußballmeister der Männer wird seit 1916 ausgespielt. Bis 1996 trug der Wettbewerb den Namen Kor Royal Cup. Erster Meister 1916 war das Department of Performing Arts. Seit 1996 wurde die Meisterschaft unter dem Namen Thai Premier League ausgetragen. Der amtierende Meister ist der Muang Thong United. Der Meister der Liga darf im Folgejahr in der Qualifikation zur AFC Champions League antreten. Der Vizemeister war bis 2009 für die direkte Teilnahme am AFC Cup qualifiziert. Seit Wiedereinführung des thailändischen Pokals im Jahr 2009 geht dieser Startplatz an den Pokalsieger. Den Titel des Rekordmeisters in der Premier League teilen sich der FC Krung Thai Bank, BEC-Tero Sasana und die Royal Thai Air Force mit je 2 Meisterschaften. Übergreifend, über den Kor Royal Cup und die TPL, ist der FC Royal Thai Air Force mit 13 Titeln Rekordmeister.
Der Thailändische Fußballmeister der Frauen wurde erstmals 2009 in der Thai Women’s League ausgetragen.

#### Kor Royal Cup
Der Kor Royal Cup wurde bisher erst dreimal ausgespielt (2007–2009). Es ist eine Art Supercup der thailändischen Meisterschaft, in dem der Meister gegen den Zweitplatzierten, zum Ende der Saison gegeneinander antraten. Bis zur Einführung der Thai Premier League im Jahr 1996 trug die Thailändische Meisterschaft den Namen des Kor Royal Cup.

#### Queen’s Cup
Der Queen’s Cup wurde erstmals 1970 ausgetragen und ist ein nationaler Pokalwettbewerb mit Gastteams aus anderen Ländern. Rekordhalter ist hier die Han Yang University mit sieben Titeln gefolgt von dem FC Port Authority mit sechs Titeln. Nachdem der Queen’s Cup 2007 und 2008 nicht stattgefunden hatte, wurde er 2009 zum 33. Mal ausgetragen. Gewinner war der Hallelujah FC aus Südkorea.

#### FA Cup

Der FA Cup, ist der nationale Pokalwettbewerb Thailands. Er wurde erstmals 1980 ausgetragen. Von 2001 bis 2009 stand der nationale Wettbewerb nicht im Kalender des Verbandes. 2009 wurde er erstmals wieder ausgetragen. Der Wettbewerb 2009 war für Mannschaften und Vereine jeglicher Art offen. So nahm zum Beispiel eine Mannschaft mit Namen 8. Schule von Pattaya teil. Hinter diesem Namen verbarg sich der Verein FC Magna Pattaya. Magna Pattaya ist ein Verein, welcher keiner Liga in Thailand angehört. Im Finale 2022 standen sich Buriram United und der Nakhon Ratchasima FC gegenüber. Hier setzte sich Buriram mit 1:0 nach Verlängerung durch.

### Internationale Wettbewerbe

#### Weltmeisterschaften
Thailand konnte sich noch nie für die Fußball-Weltmeisterschaft qualifizieren. An der Qualifikation zur WM 2022 scheiterte man erneut.

#### Erfolge bei Fußball-Asienmeisterschaften
Im Jahr 2007 war Thailand Mitgastgeber der Fußball-Asienmeisterschaft und man wollte das erste Mal seit langem wieder die Gruppenrunde überstehen. Was jedoch nicht gelingen konnte.
Fußball-Asienmeisterschaft
- 3. Platz 1972

#### Erfolge bei Olympischen Spielen
Thailand nahm bisher erst 2-mal an Olympischen Spielen teil. 1956 in Melbourne und 1968 in Mexico. Für die Olympischen Sommerspiele 2022 konnte man sich erneut nicht qualifizieren.

#### Erfolge bei den Südostasienspielen
Die Südostasienspiele sind eine Art Olympiade für die Länder Südostasiens. Bisher richtete Thailand die Spiele sechsmal aus, das letzte Mal im Jahre 2007. Es treten hierbei nur U-23 Nationalmannschaften an.
Südostasienspiele Herren
- Gewinner 1993, 1995, 1997, 1999, 2001, 2003, 2005, 2007, 2013, 2015, 2017

Südostasienspiele Frauen
- Gewinner 2007, 20113

#### Erfolge bei den ASEAN-Fußballmeisterschaft
Bis 2004 nannte sich die ASEAN-Fußballmeisterschaft Tiger Cup. Thailand konnte den Titel zuletzt 2021 erringen.
Herren
- Gewinner 1996, 2000, 2002, 2014, 2016, 2021
- Finale 2007, 2008, 2012

#### Erfolge bei dem King’s Cup
Der King’s Cup ist ein seit 1968 jährlich in Thailand stattfindendes Fußballturnier, an dem die thailändische Nationalmannschaft der Herren teilnimmt. Hierzu werden auch Nationalmannschaften früher auch Vereinsmannschaften anderer Länder eingeladen.
Herren
- Gewinner 1976, 1979, 1980, 1981, 1982, 1984, 1989, 1990, 1992, 1994, 2000, 2006, 2007, 2016, 2017[4]

- Finale 1970, 1971, 1972, 1974, 1993, 1997, 2002, 2004, 2009, 2015, 2018

## Futsal

### Nationale Wettbewerbe

#### Thailand Futsal League
Die Thailand Futsal League wurde 2006 gegründet und die erste Saison fand noch im selben Jahr statt. Es gibt sowohl eine Liga der Männer mit 12 Mannschaften, als auch der Frauen mit 8 Mannschaften.

### Internationale Wettbewerbe

#### Erfolge bei den Futsal-Weltmeisterschaften
Thailand konnte sich sowohl für die WM 2000, 2004 als auch 2008 qualifizieren. Die WM 2008 wird im September in Brasilien ausgetragen.
2000 und 2004 kam nicht über die Erste Runde hinaus.

#### Erfolge bei der Futsal-Asienmeisterschaft
Die Futsal-Asienmeisterschaft wird seit 1999 im Jahresrhythmus ausgetragen. 2008 war Thailand das Gastgeberland und konnte dabei das Finale erreichen. Dort unterlag man dem Iran 0:4.
Herren
- 2. Platz 2008, 2012
- 3. Platz 2000, 2002, 2003, 2004, 2016

#### Erfolge bei den Asian-Indoor-Games-Futsal-Meisterschaften
Die Asian Indoor Games Futsal-Meisterschaften werden seit 2005 alle zwei Jahre ausgetragen
Herren
- 2. Platz 2005, 2007, 2009

#### Erfolge bei den ASEAN Futsal Meisterschaft
Seit Einführung der ASEAN Futsal Meisterschaft 2001 ging Thailand bei den Herren immer als Gewinner des Turniers hervor.
Herren
- Gewinner 2001, 2003, 2005, 2006, 2007, 2009

## Präsidenten
Aktueller Präsident der FAT ist Somyot Poompanmoung. Als Nachfolger von Worawi Makudi wurde Poompanmoung 2016 ins Amt gewählt. Eine Amtsperiode des Präsidenten währt zwei Jahre. Makudi ist seit 1997 Mitglied des FIFA-Exekutivkomitees.
Vijit Getkaew war fast eine ganze Dekade lang im Amt, ehe sich immer mehr Unmut über ihn breit machte und er schließlich das Amt aufgab und Makudi einstimmig als Präsident gewählt wurde. Ende September 2008 tauchten berichte in den Medien auf, wonach der 70 Jahre alte Vijit Getkaew erneut für das Amt des Präsidenten kandidieren wolle. Es entbrannten erneut sofort heftige Diskussionen um seine Person und die Berichte in den Medien. Es ist nicht auszuschließen, dass Getkaew unter dem erneuten Druck der Öffentlichkeit am Ende doch nicht kandidiert und stattdessen eine Kandidatur von Chaipak Siriwat unterstützen könnte. Chaipak Siriwat ist zurzeit Vorsitzender des Organisationskomitee der Thailand Premier League. Da aber die FAT ab 2009 die TPL wieder selbst führen möchte wäre der Posten von Siriwat im Komitee ohnehin hinfällig.

## Kritik an der FAT
Bis heute gibt es kaum Ansätze von professionellen Strukturen im thailändischen Fußball und Fußballverband. Dies führt schon seit Jahren zur Kritik seitens des asiatischen Verbandes, und man riskiert einen Startplatz der AFC Champions League zu verlieren. Im Vorfeld der Asien-Meisterschaft 2007 wurde der thailändische Verband mehrfach von der AFC ermahnt, die Austragungsstätten zu verbessern.
Doch nicht nur von außen kommt Kritik an der FAT auf. Withaya Laohakul, einer der bekanntesten thailändischen Trainer und Fußballer, äußerte ebenso Kritik an der FAT und verließ deshalb den von ihm trainierten FC Chonburi und wechselte nach Japan. Werbung für in Thailand stattfinden Wettbewerbe wie King’s Cup und ASEAN-Fußballmeisterschaften 2007 werden kaum gemacht.
Es gibt immer noch zwei konkurrierende Verbände, die der FAT und die der SAT, die höchste nationale Liga besteht fast ausnahmslos aus Werksteams von in Bangkok ansässigen Firmen und Institutionen, der Großteil des Landes ist damit vom Spitzenfußball ausgeschlossen. Fast jährlich fanden Veränderungen an den Ligaformaten statt und es gibt kaum verlässliche Statistiken und Aufzeichnungen zur Liga und über die Nationalmannschaften. 

## Vision Asia
Vision Asia ist ein Programm der AFC, welches helfen soll Verbände und Ligen in Asiatischen Ländern zu professionalisieren. Hierbei werden den Verbänden Experten der AFC zur Verfügung gestellt, mit deren Hilfe Strukturen und Reformen umgesetzt werden sollen. Der Thailändische Fußballverband trat dem Projekt im Oktober 2007 bei.

## Goal-Projekt
Das Goal-Projekt ist Projekt der FIFA, welches dazu dienen soll, nationale Verbände unabhängiger und professioneller zu machen. Mit Hilfe von Fördermitteln der FIFA soll somit der Bau von Trainingszentren und Verbandsitzen ermöglicht werden. 2004 erteilte die FIFA die Genehmigung für das erste Goal-Projekt in Thailand. Hierbei soll ein modernes Trainingszentrum in Nong Chok (Bangkok) errichtet werden. Im Jahr 2007 erhielt die FAT die Genehmigung für eine Erweiterung des Projektes. In der Nähe des neuen Trainingszentrums aus dem ersten Goal-Projekt soll nun auch ein Verbandsitz gebaut werden. Die FAT erhielt für diese Projekte insgesamt 400.000 USD an Fördermitteln von der FIFA.